# منزل فروغي
منزل فروغي (بالفارسية: خانه فروغی) هو منزل تاريخي يعود إلى عصر دولة بهلوية، ويقع في سبزوار.